# Shelby County (Missouri)
Das Shelby County ist ein County im US-amerikanischen Bundesstaat Missouri. Im Jahr 2020 hatte das County 6103 Einwohner und eine Bevölkerungsdichte von 4,7 Einwohnern pro Quadratkilometer. Der Verwaltungssitz (County Seat) ist Shelbyville.

## Geografie
Das County liegt im mittleren Nordosten von Missouri. Der Mississippi, der die Grenze zu Illinois bildet, liegt etwa 50 km östlich. Das County hat eine Fläche von 1301 Quadratkilometern, wovon 4 Quadratkilometer Wasserfläche sind. An das Shelby County grenzen folgende Nachbarcountys:
|                 | Knox County   | Lewis County  |
| Macon County    |               | Marion County |
| Randolph County | Monroe County |               |

## Geschichte

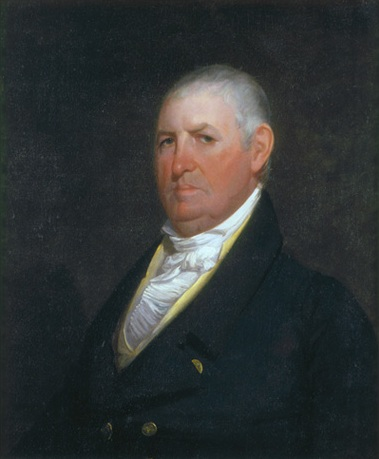
Isaac Shelby

Das Shelby County wurde 1835 gebildet. Benannt wurde es, ebenso wie die Bezirkshauptstadt Shelbyville, nach Isaac Shelby (1750–1826), dem ersten und fünften Gouverneur von Kentucky (1792–1796, 1812–1816).

## Demografische Daten
Nach der Volkszählung im Jahr 2010 lebten im Shelby County 6373 Menschen in 2705 Haushalten. Die Bevölkerungsdichte betrug 4,9 Einwohner pro Quadratkilometer. In den 2705 Haushalten lebten statistisch je 2,30 Personen.
Ethnisch betrachtet setzte sich die Bevölkerung zusammen aus 98,1 Prozent Weißen, 0,5 Prozent Afroamerikanern, 0,2 Prozent amerikanischen Ureinwohnern, 0,2 Prozent Asiaten sowie aus anderen ethnischen Gruppen; 0,7 Prozent stammten von zwei oder mehr Ethnien ab. Unabhängig von der ethnischen Zugehörigkeit waren 1,1 Prozent der Bevölkerung spanischer oder lateinamerikanischer Abstammung.
25,1 Prozent der Bevölkerung waren unter 18 Jahre alt, 55,5 Prozent waren zwischen 18 und 64 und 19,4 Prozent waren 65 Jahre oder älter. 51,0 Prozent der Bevölkerung war weiblich.

Das jährliche Durchschnittseinkommen eines Haushalts lag bei 35.012 USD. Das Prokopfeinkommen betrug 18.056 USD. 12,0 Prozent der Einwohner lebten unterhalb der Armutsgrenze.

## Ortschaften im Shelby County
Citys
- Clarence
- Hunnewell
- Shelbina
- Shelbyville

Villages
- Bethel
- Leonard

Unincorporated Communities
- Burksville
- Cherry Box
- Emden
- Enterprise
- Epworth
- Hagers Grove
- Kellerville
- Kendall
- Kirby
- Lakenan
- Lentner
- Maud
- Sigsbee
- Walkersville

## Gliederung
Das Shelby County ist in zehn Townships eingeteilt:
| Township             | Einwohner (2010) | FIPS     |
| -------------------- | ---------------- | -------- |
| Bethel Township      | 674              | 29-05122 |
| Black Creek Township | 874              | 29-05968 |
| Clay Township        | 1151             | 29-14518 |
| Jackson Township     | 460              | 29-36134 |
| Jefferson Township   | 279              | 29-36985 |
| Lentner Township     | 174              | 29-41528 |
| North River Township | 108              | 29-53264 |
| Salt River Township  | 2218             | 29-65666 |
| Taylor Township      | 230              | 29-72520 |
| Tiger Fork Township  | 205              | 29-73222 |